# Перенци
Перенци су насељено место у општини Брестовац, у западној Славонији, Република Хрватска.

## Историја
До нове територијалне организације налазило се у саставу бивше велике општине Славонска Пожега.

## Становништво
Насеље је према попису становништва из 2011. године имало 42 становника.
| Националност       | 1991.       |
| Срби               | 74 (94,87%) |
| Хрвати             | 1 (1,28%)   |
| Југословени        | 2 (2,56%)   |
| остали и непознато | 1 (1,28%)   |
| Укупно             | 78          |